# Bocadito de nata

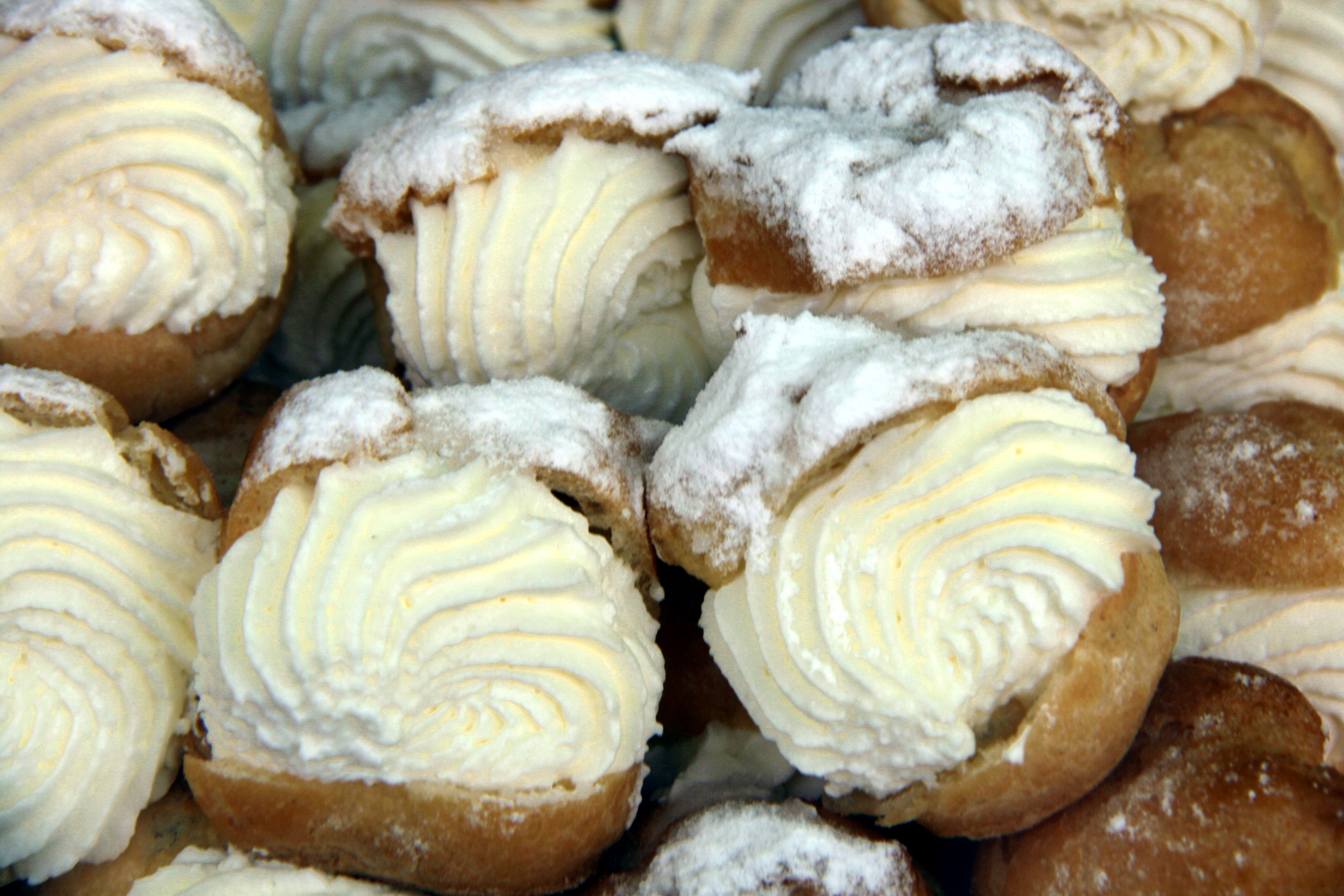
Detalle de bocaditos de nata.

El bocadito de nata (en francés Chou à la crème) corresponden a un postre que se compone de una masa rellena de nata montada. Los bocaditos de nata son pequeños bollos (de escasos centímetros de diámetro) elaborados con masa choux que suelen estar rellenos de nata y recubiertos en algunos casos de azúcar glas.  Suelen presentarse cubiertos con chocolate caliente en algunas presentaciones.